# Bintah (Teunom)
Bintah is een bestuurslaag in het regentschap Aceh Jaya van de provincie Atjeh, Indonesië. Bintah telt 403 inwoners (volkstelling 2010).